# Svartshama
Svartshama (Copsychus cebuensis) är en fågel i familjen flugsnappare. Arten förekommer endast på ön Cebu i Filippinerna. Trots det begränsade utbredningsområdet anses beståndet vara livskraftigt.

## Utseende och läten
Svartshaman är en medelstor (20 cm), helsvart fågel med rätt lång stjärt. Fjäderdräkten är helt blåglansigt svart, på vingarna mattare där den kan uppvisa en något brunaktig ton. Hanar tenderar att vara mer praktfullt tecknade än honor. Den reser ofta stjärten. Sången är fyllig, varierad och melodisk, ibland innehållande härmningar av andra fågelarter.

## Utbredning och systematik
Fågeln är endemisk för Cebu i södra centrala Filippinerna. Den behandlas som monotypisk, det vill säga att den inte delas in i några underarter.

### Släktestillhörighet
Svartshama och dess släktingar placeras traditionellt i släktet Copsychus. Flera genetiska studier visar dock att indisk shama (Saxicoloides fulicatus, tidigare kallad indisk näktergal) och roststjärtad shama (Trichixos pyrropygus) är inbäddade i släktet. De flesta taxonomiska auktoriteter inkluderar därför även dem i Copsychus. 

### Familjetillhörighet
Shamor med släktingar ansågs fram tills nyligen liksom bland andra stenskvättor, stentrastar och buskskvättor vara små trastar. DNA-studier visar dock att de är marklevande flugsnappare (Muscicapidae) och förs därför numera till den familjen.

## Levnadssätt
Svartshaman hittas i låglänta skogar, bambu och buskage, med förkärlek för floddalar. Den fångar insekter på marken, i undervegetationen eller till och med i flykten.

## Status och hot
Svartshaman har ett mycket begränsat utbredningsområde och en liten världspopulation bestående. Den listades tidigare som starkt hotad av IUCN baserat på data som visade på att den minskade i antal till följd av habitatförlust. Senare studier visar dock att den är vanligare än man tidigare trott, kan tolerera störda miljöer och verkar till och med öka i antal i vissa områden till följd av återinplantering av skog. Sedan 2023 har den därför avförts från röda listan över hotade arter och kategoriseras istället som livskraftig.